# Яйце (храна)
Вижте пояснителната страница за други значения на Яйце.
Яйцето е продукт на женски животни – най-често птици или влечуги, но също и земноводни, бозайници и риби.
Често се използва за хранителни цели, тъй като е богато на хранителни вещества. Във всяко яйце се съдържат всички вещества, които са необходими за изграждане на един нов организъм. Яйцата се използват както за директна консумация, така и се влагат в производство на хлебни, сладкарски, месни и съдържащи алкохол стоки.
Яйцата от птици и влечуги се състоят от черупка, белтък и жълтък. Най-често се употребяват яйца от кокошки. Консумират се и яйца от гъски, патици, пуйки и други птици.
Яйцата от риби се наричат хайвер.

## Състав и строеж
Яйцето се състои от 3 основни съставни части – защитна черупка, яйчен белтък (албумин) и яйчен жълтък (витал), съдържащи се в различни тънки мембрани. Най-голямо относително тегло има жълтъкът – около 50 %.
Черупката (1) е изградена от калциев и магнезиев карбонати, фосфати и др. На 1 cm² тя има между 100 и 150 пори. Тя защитава черупката от бързо изпарение на водата. От вътрешната страна на черупката има закрепена мембрана, която се нарича външна подчерупкова мембрана (ципа) (2). Под нея има още една, която е вътрешна мебрана (ципа) (3). Между двете мембрани, в по-тъпия край на яйцето се образува въздушна камера (14).
Белтъкът на яйцето служи за защита на жълтъка и за допълнително хранене на зародиша. Състои се от около 85 – 90% вода, 10 – 12% протеини и под 1% въглехидрати, мазнини и минерални вещества. Мазнините, съдържащи се в белтъка, основно са полиненаситени и поради това безвредни. Протеините, които се съдържат в него са коналбумин, овоалбумин и др. Белтъкът има също 3 основни части, подредени по следния начин по посока към ядрото – течен белтък (5), плътен белтък (6) и отново течен белтък (12).
Жълтъкът е най-ценната хранителна част на яйцето. Той служи за храна на растящия зародиш. Състои се от вителинова мембрана (7), жълтъчно кълбо състоящо се от светъл (11) и тъмен жълтък (10) и зародиш (9). Задържа се в центъра на яйцето с помощта на 2 белтъчни връзки (шалази) (4, 13). Около половината от съдържанието на жълтъка е вода. Мазнините заемат около 1/3. Протеините са около 15 – 16%. Най-голямо хранително значение от протеините имат вителинът и ливетинът. В жълтъка се съдържат и витамините А, D и E. В жълтъка, за разлика от белтъка има холестерин. Така хора, които имат проблем с нивото на холестерин в кръвта, трябва да не употребяват повече от 1 яйце на ден /1 жълтък/
Химичният състав на яйцето се влияе освен от режима на хранене на птицата, така и от сезона и други фактори. Например съдържанието на витамин А в яйчния жълтък през лятото (при свободно отглеждане на кокошките) е многократно по-голямо, отколкото през зимата. Цветът на черупката обаче не е пряко свързан с качеството и химичния състав на яйцето. Определящи за цвета са пигментите в храната.
Енергийната стойност на 1 средно голямо яйце е около 80 ккал.

## Видове. Размери
Най-често за храна се използват кокоши яйца, а също гъши, патешки и пуешки. Употребяват се и пъдпъдъчи, щраусови, както и яйца на други птици.
Кокошите яйца се делят на 2 класа и 4 категории:

### Според преснотата
- Клас „А“ или „пресни яйца“, в т.ч. група „Екстра качество“ – със срок на годност, не по-малък от 28 дни от деня на снасянето. Предлагат се на пазара не по-късно от 21 дни след снасянето.
- Клас „Б“ – яйца, които не отговарят на изискванията за категория „А“, в т.ч. охладени яйца.

### Според големината и теглото
- XL – много големи;
- L – големи;
- M – средни;
- S – малки.

| Размер | Тегло на яйце |
| XL     | Над 73g       |
| L      | Над 63g       |
| M      | Над 53g       |
| S      | Над 43g       |
| ------ | ------------- |

### Най-големите яйца
Най-големите запазени яйца в цялата история на Земята са на птицата Рух, наричана също „голяма птица от слонова кост“. Тя е живяла в праисторическо време и е населявала Мадагаскар. Яйцата ѝ са с дължина около 33 сантиметра и диаметър около 26 сантиметра. Обемът им е 8 литра, което е 6 пъти повече от яйцето на щраус и 150 пъти повече от яйцето на кокошка. Оцелели са само няколко екземпляра от яйца на Рух. 
Прототип на птицата Рух е Гигантският епиорнис, наричан още Слонска птица или Воромпатра (на мадагаскарски език). Обемът на нейното яйце е бил 8 – 12 литра (размери от 34 х 24 до 42 х 30 cm), което го прави най-голямото яйце, съществувало някога. 
Втори по големина са яйцата на африканския щраус, които днес са най-големите от съществуващи птици. Те имат средни размери дължина 20 cm и диаметър 15 cm. Обемът им е около 20 – 25 пъти по-голям от този на кокошите яйца. Достигат тегло 1,5 kg. Щраусовите яйца обаче са относително най-малки спрямо размерите на щрауса. Относително най-голямо спрямо носачката е яйцето на птицата киви – 26 % от теглото на самата птица. Тя тежи около 1500 g, а яйцата ѝ достигат до 500 g. Яйцата на най-голямата птица – императорски пингвин, тежат 450 – 500 грама, с дължина 12 cm и диаметър 9 cm. 

## Яйцата в кулинарията
Яйца влизат в състава на много кулинарни изделия. Факт е, че суровите яйца носят по-голям риск от хранителни отравяния. Това особено се отнася за яйцата от патици и гъски, които съдържат повече мазнини и често са носители на салмонелна инфекция.
Пъдпъдъчите яйца се считат за най-вкусни. Те са били използвани за храна дълго време, споменати са в египетски папируси, както и в древни рецепти на традиционната китайска медицина. Пъдпъдъчите яйца са нискоалергенни и много полезни, съдържат 2,5 пъти повече витамини отколкото в кокошите яйца. 
Яйца се готвят по следните начини:
- Пържени. Популярни ястия са бъркани яйца, омлет, яйца на очи и хем-енд-ег.
- Варени. Ако се варят цели, при варене се добавя сол, за да не се напукат яйчените черупки. Варени яйца се добавят често в салати. Има рецепти например – яйца по панагюрски, според които яйцата се чупят и се пускат във вряла вода.

- Печени
- Основа са на много сосове
- Палачинки
- Яйца на сняг (целувки)
- Добавят се в коктейли. Използва се предимно жълтъкът.

Човек изяжда средно 255 яйца на година. За същия период една кокошка снася около 250 яйца.

## Как да разберем какво е яйцето
Може да се разбере какво е яйцето още докато е с черупка:
- Дали яйцето е сурово или не: ако е варено, то се върти бързо и продължително; суровото яйце се зъвърта бавно до 3 – 4 пъти.
- Дали е развалено и старо: [3]

1) Слага се яйцето с черупката в съд със студена вода. Ако остане на дъното, значи е прясно. Ако леко се наклони на една страна, това значи, че е на няколко дни. Ако изплува на повърхността, то е старо и развалено и е най-добре да се изхвърли.

2) Ако при разклащане яйцето издава „плискав“ звук, то е старо или развалено.

3) Наблюдава се яйцето срещу светлината през тръба с по-малък диаметър от ширината му, така че да опира плътно в другия ѝ край. Ако върху черупката му се виждат светли петна, то е старо.
4) При счупване и изливане в съд ако жълтъкът стои издут, а белтъкът е все още гъст и плътно обгръща жълтъка, то тогава яйцето все още е прясно. Ако обаче жълтъкът е плосък и заедно с белтъка веднага започнат да се разтичат, яйцето определено е старо или развалено.
След изтичане на срока на годност яйцата могат да се консумират още известно време, ако минат термична обработка. 

## Вярвания
Има много различни вярвания свързани с яйцата. Древните египтяни считали, че Птах е създал яйцето от Слънцето и Луната.

## Нормативни изисквания
Според данни от 2003 г. общото производство на яйца за година е в размер на 1 600 000 хил. бр. 
Основните нормативни документи, в които са посочени изискванията към производството и търговията с яйца в България са:
- Наредба № 35 от 23 март 2006 Г. за специфичните изисквания при осъществяване на официален контрол върху суровини и храни от животински произход в сила от 01.09.2006 г.
- Наредба за изискванията за предлагане на пазара на кокоши яйца за консумация.